# Saturno 3
Saturno 3 (título original: Saturn 3) es una película de ciencia ficción de 1980 dirigido por Stanley Donen y protagonizada por Farrah Fawcett, Kirk Douglas y Harvey Keitel. El mismo año fue publicada la novela homónima Saturn Three de Steve Gallagher.

## Sinopsis
En un futuro lejano el ser humano ha establecido bases por el sistema solar. En una base en la luna de Saturno III el científico Adam (Kirk Douglas) y su asistente Alex (Farrah Fawcett) trabajan en el estudio para la producción de alimentos, que es muy importante para la Tierra ya que está hambrienta hasta el punto de que incluso se comen allí los perros.
Desde la Tierra envían al capitán James para ayudar al profesor Adam residente de Saturno 3; sin embargo antes de partir, Benson (Harvey Keitel), un piloto que está mentalmente desequilibrado, asesina al capitán James ocupando así su lugar en la misión. Para optimizar el trabajo ha llevado una nueva forma de vida robótica, basada en un cerebro virgen conectado directamente al cerebro de Benson.
Una vez terminado, el androide llamado "Héctor" se rebela contra su mentor. Esto se debe a que  Benson se empieza a enamorar de Alex, la bella asistente, y al estar el robot conectado al cerebro de Benson éste empieza a sentir el  mismo deseo, optando por asesinar a todo el que se interponga en su camino, inspirado por los recuerdo de la ment desequilibrada de Benson. Primero mata a Benson y luego persigue a Adam y a Alex por todo el lugar. Finalmente los apresa y trata de subyugarlos queriendo para ello hacer con Adam lo mismo que Benson hizo con él, cuando se conectó con su cerebro implantando para ello en su nuca el mismo mecanismo que Benson tenía para ese propósito. 
Adam, sabiendo que no podía hacer nada al respecto y queriendo evitar que destruya con el mecanismo su personalidad, destruye el robot con un explosivo que llevaba escondido causando así también su muerte y salvando así también a Alex de sus garras. Después de ello  Alex deja el lugar y se va hacia la Tierra, donde nunca antes había estado para olvidarse de lo ocurrido. 

## Reparto
- Farrah Fawcett: Alex
- Kirk Douglas: Adam
- Harvey Keitel: Benson
- Ed Bishop: Harding
- Douglas Lambert: Capitán James

## Producción
Al principio estaba planeado que John Barry, un director artístico de films muy populares, dirigiese la producción cinematográfica. Iba a hacer así su debut como director de películas. Sin embargo él murió de meningitis infecciosa durante el rodaje y por ello Stanley Donen, productor del film, tuvo que hacerse cargo de la película.

## Premios y nominaciones
- Nominación, 1981, premio Razzie a la peor película[3]
- Nominación, 1981, premio Razzie al peor actor (Kirk Douglas)[3]
- Nominación, 1981, premio Razzie a la peor actriz (Farrah Fawcett)[3]